# Batalla de Grumento
La batalla de Grumento se libró en el 207 a. C. entre el ejército romano dirigido por Cayo Claudio Nerón y el ejército cartaginés de Aníbal. La batalla fue indecisa, y Nerón marchó al norte, donde derrotó y acabó con el hermano de Aníbal, Asdrúbal, en el río Metauro. La batalla es descrita por Tito Livio en XXVII, 41-42.